# Cliff Gallup
Clifton Elwood Gallup (* 17. Juni 1930 in Norfolk, Virginia; † 9. Oktober 1988 in Chesapeake, Virginia) war ein US-amerikanischer Gitarrist. Gallup galt als bester Gitarrist des frühen Rockabilly und wurde in die Rockabilly Hall of Fame und die Liste der 100 besten Gitarristen aller Zeiten der Musikzeitschrift Rolling Stone aufgenommen.
Sein Stil war von Chet Atkins und Les Paul beeinflusst und kombinierte Elemente aus Blues und Country.

## Leben
Gallup spielte vor 1956 gemeinsam mit Jack Neal in einer Band namens The Virginians, die aus seiner Heimatstadt Norfolk stammte. Als Sheriff Tex Davis 1956 das Management von Gene Vincent übernahm, stellte er für diesen eine Band aus ortsansässigen Musikern zusammen, die Blue Caps. Gallup war als Leadgitarrist Teil dieser Band, die im Mai 1956 in Nashville erste Aufnahmen machte. Für diese Aufnahmen hatte der Produzent, der nicht auf die Fähigkeiten der Band vertraute, zusätzlich Studiomusiker engagiert. Diese wurden jedoch nicht gebraucht. Unter anderem wurden die Titel Be-Bop-A-Lula, Bluejean Bop und Race with the Devil aufgenommen, bei denen Gallup technisch anspruchsvolle und stilbildende Gitarrensoli spielte.
Da er aus familiären Gründen lange Tourneen ablehnte, verließ er die Band noch im selben Jahr (1956). Danach spielte Gallup gelegentlich in lokalen Bands. 1966 nahm er ein Soloalbum auf, Straight Down the Middle. 1988 starb er an einem Schlaganfall.
Jeff Beck nahm 1993 ihm zu Ehren das Tributealbum Crazy Legs auf.

## Technik
Gallup verwendete ein gewöhnliches Plektrum und zusätzlich zwei Fingerpicks. Seine Gitarre war eine Duo Jet von Gretsch.